# Vladimir Lamanskij
Vladimir Ivanovitj Lamanskij (ryska: Владимир Иванович Ламанский) , född 8 juli (gamla stilen: 26 juni) 1833 i Sankt Petersburg, död där 2 december (gamla stilen: 19 november) 1914, var en rysk historiker och slavist.
Lamanskij var ledamot av ryska vetenskapsakademien och professor i slaviska språk vid Sankt Petersburgs universitet. Han författade 1859 en magisteravhandling O slavjanach v Maloj Azii, Afrikje i Ispanii (Om slaverna i Mindre Asien, Afrika och Spanien), företog 1862-64 en studieresa genom slaviska länder och fick 1870 doktorstiteln på avhandlingen Ob istoriljeskom izutjenii greko-slavjanskago mira v Jevropje (Om det historiska studiet av den greko-slaviska världen i Europa).
Lamanskij utvecklade sina panslavistiskt färgade teorier om den religiösa, sociala och moraliska grundskillnaden mellan den greko-slaviska och romansk-germanska världen ur historisk synpunkt i sin skrift Tri mira azijsko-jevropejskago materika (Tre världar på den asiatisk-europeiska kontinenten, 1892). Förutom många lärda skrifter utgav han slaviska handskrifter från arkiv i Belgrad, Zagreb och Wien (1864) samt Secrets d'état de Venise (1884). Hans många lärjungar utgav 1883 och 1905 lärda festskrifter till hans ära med fullständig bibliografi.